# Markus Oehlen
Markus Oehlen (* 1956 in Krefeld) ist ein deutscher Künstler (Malerei, Objekte, Installationen, Musik (Punk und New Wave)).

## Leben
Markus Oehlen, der Bruder von Albert Oehlen, wurde 1956 in Krefeld geboren. Sein Vater, Adolf Oehlen, ist Grafiker und Cartoonzeichner.
Von 1971 bis 1973 absolvierte Oehlen eine Lehre als technischer Zeichner. Von 1976 bis 1982 studierte er an der Kunstakademie Düsseldorf und war dort Meisterschüler bei Alfonso Hüppi.
Oehlen gehört zum Umfeld des Ratinger Hofs. 1977 machte er Bekanntschaft mit Martin Kippenberger. Oehlen gehörte der Punkband Charley’s Girls sowie Mittagspause und Fehlfarben an. Hauptsächlich als Schlagzeuger wirkte er bei den Musikprojekten Flying Klassenfeind, Vielleichtors, Nachdenklichen Wehrpflichtigen und Van Oehlen mit. Er arbeitete als DJ im Ratinger Hof.  Mit dem Song „One & One Is One“ (Original von der Band Medicine Head) war Oehlen Teil des im Jahr 1984 produzierten Hamburger Videomagazins „Für eine Handvoll D-Mark“. 2018 wurde das Musikvideo als Beitrag der Ausstellung „Doppelleben“ im Museum Moderner Kunst Stiftung Ludwig Wien (mumok) ausgestellt.
1981 bildete er die „Kirche der Ununterschiedlichkeit“, zusammen mit Werner Büttner und seinem Bruder Albert Oehlen. Im selben Jahr stellte er bei Rundschau Deutschland aus. 1984 war er auf der Ausstellung Von hier aus – Zwei Monate neue deutsche Kunst in Düsseldorf vertreten. 1987 erhielt er den Kunstpreis Berlin. 1993 zeigte er im Museum of Modern Art, New York zusammen mit Georg Herold die Ausstellung „Projects 39“. Seit 2002 hat Oehlen eine Professur an der Akademie der Bildenden Künste München.
Seit 2017 arbeitet Oehlen in dem von Westner Schührer Zöhrer erbauten Atelier im Norden von München. Das Haus wurde 2019 mit dem Bauwelt Preis und mit einer Auszeichnung beim BDA Preis Bayern ausgezeichnet.

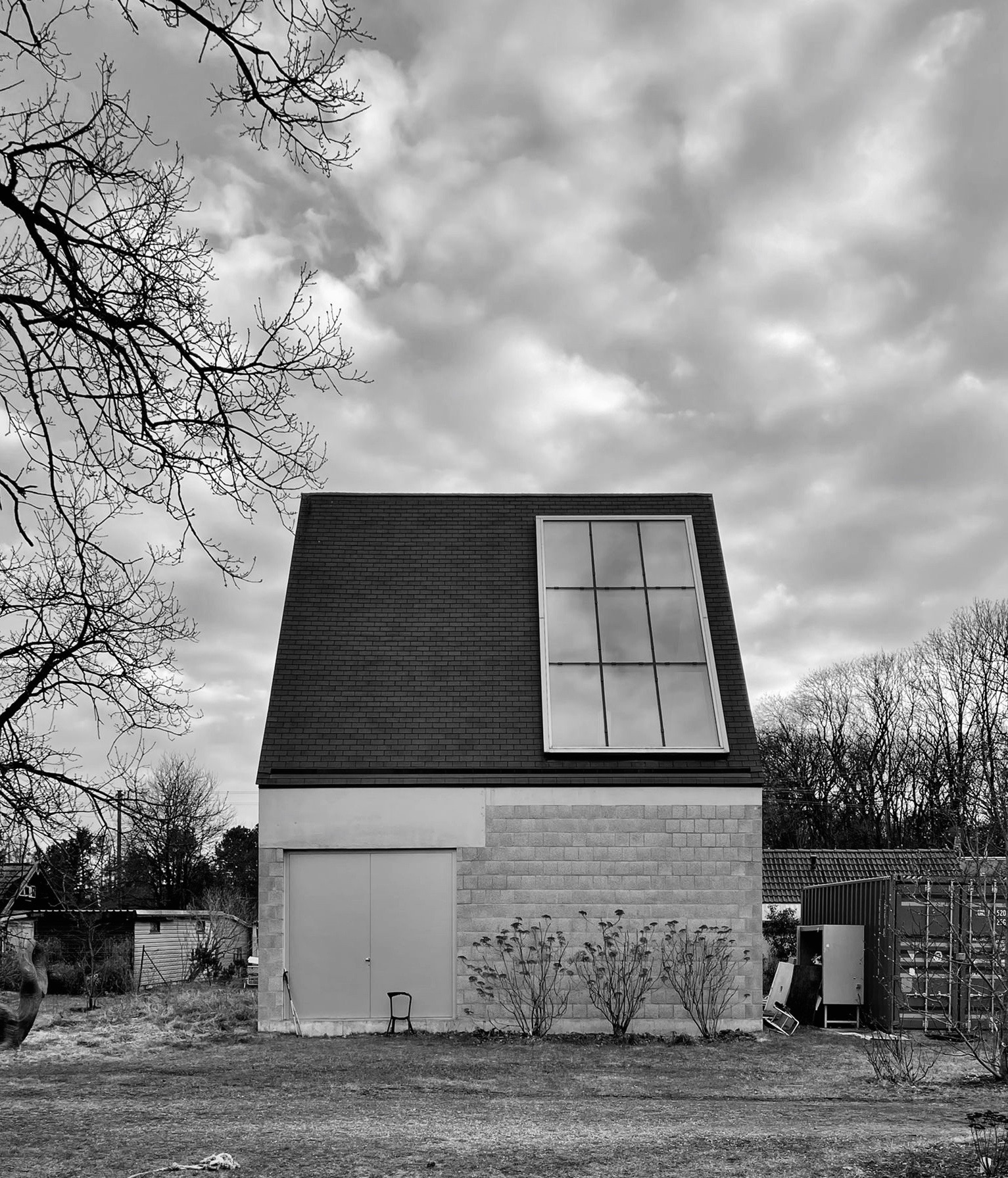
Ateliergebäude von Westner Schührer Zöhrer

## Werk
Oehlen zählt zu den Hauptvertretern der Neuen Wilden. Die Arbeiten seien ein Kommentar auf die genormten Wertmaßstäbe bürgerlicher Vorstellungen. Er revoltiere im Punk-Style in den oft dunkeltonigen Bildern gegen die wohlstandsbedingte Apathie der 1980er Jahre und den Minimalismus. In der Tradition von Dada und Fluxus arbeitete er an der Demontage des traditionellen Kunstbegriffs. Kennzeichnend für seine Bilder ist ein Überlagern verschiedener Motive in dichter, pastoser Malweise sowie Anleihen aus der Popkultur. Die vielfältigen Arbeitstechniken und der layerhafte Bildaufbau legen den Vergleich mit dem Sampling in der zeitgenössischen Musik nahe. Neben der Malerei entwickelt er auch Skulpturen aus Styroporkörpern.

## Diskografie
- 1982: Flying Klassenfeind, The* – The Flying Klassenfeind (Line Records)
- 1984: Markus Oehlen, Albert Oehlen, Jörg Immendorff, Werner Büttner, Martin Kippenberger und A.R. Penck – Die Rache der Erinnerung (ZickZack)
- 1985: Markus Oehlen – Beer Is Enough (What’s So Funny About)

## Ausstellungen
Oehlen hat seine Werke seit 1977 in vielen Ausstellungen im In- und Ausland präsentiert. Eine ausführliche Liste findet sich auf der Website kunstaspekte.de.

## Filme
- Martin Kippenberger und Co – Ein Dokument. "Ich kann mir nicht jeden Tag ein Ohr abschneiden". Buch und Regie: Jaqueline Kaess Farquet. München 1985/2010. DVD. 25 min., Independent Artfilms